# オスタバ＝アスム
オスタバ＝アスム （Ostabat-Asme、バスク語:Izura-Azme）は、フランス、ヌーヴェル＝アキテーヌ地域圏、ピレネーザトランティック県のコミューン。

## 地理
バス＝ナヴァール、オスタバル地方に属する。アドゥール川の支流ビドゥーズ川が流れる。

## 由来
バスク語の地名、Izuraは傾斜を意味し、Azmeは「高さの低くなった岩」を意味する。
オスタバ（Ostabat）は、かつてOstebad（1167年）、Ostavayll（12世紀, collection Duchesne volume CXIV, feuillet 161）、Aussebat（1243年）、Ostasvaylles（1350年）、Ostabailles（1383年）、Ostavayt（1413年）、Sent-Johan d'Ostabat（1469年、バイヨンヌの特許状台帳において）、OstabagまたはHostabat（1472年）、Nostre-Done de l'espitau d'Ostabat（1518年）と記されてきた。
フィリップ・ヴェイランによると-batはガスコーニュ語で谷を意味する。すなわちオスタバとは「ギボウシの谷」を意味する。
AsmeはAzpun jauregui（1350年）、Azpe（1413年）、Azme（1481年）と記されてきた。

## 歴史
10世紀、オスタバはサンティアゴ・デ・コンポステーラの巡礼路が通過する重要な集落であった。いくつかの巡礼路が交差する、重要な宿場であった。1350年当時、2つのホテル、2つの病院、20もの宿屋が存在した。オスタバは5000人もの巡礼者を受け入れていた。
ユグノー戦争中に焼かれ、オスタバは1607年にアンリ4世からホールを建設する権利、毎年市を開く権利を与えられた。
1841年6月13日、オスタバとアスムは合併した。

## 経済
コミューンの第一の産業は農業である。オッソー・イラティチーズの生産地である。

## 人口統計
| 1962年 | 1968年 | 1975年 | 1982年 | 1990年 | 1999年 | 2006年 |
| ------ | ------ | ------ | ------ | ------ | ------ | ------ |
| 278    | 256    | 256    | 235    | 219    | 229    | 197    |

参照元:1968年以降INSEE